# Морра (игра)

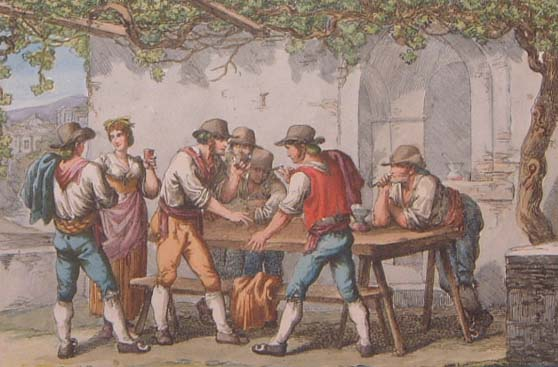

Морра (лат. micatio от micare digitis букв. «мелькать пальцами», итал. Morra, фр. Mourre) — игра, известная ещё со времён античности.
В игру играют двое, трое или больше игроков. Каждый из них показывает от нуля до пяти пальцев на одной своей руке, перед этим каждый игрок высказывает версию, чему будет равна сумма количества пальцев, показанных всеми игроками. Если какой-то из игроков угадывает верно, то получает одно очко. Победителем игры, как правило, становится тот, кто сумел выиграть три очка. У игры существует большое количество вариантов, часто с различными дополнительными правилами или отличиями (например, с использованием монет вместо пальцев).
Считается, что игра появилась в Древней Греции и достигла особенной популярности в Древнем Риме, где называлась micatio, была азартной и нередко даже использовалась для разрешения торговых споров на форуме, вследствие чего официально находилась под запретом. В современном мире морра по-прежнему популярна больше всего в Италии, хотя собственные варианты игры есть во многих других странах: Испании, Португалии, Франции, Мальте, Китае, арабском мире и так далее.
Игра была настолько распространена в Древнем Риме, что вошла в поговорку для обозначения честного человека. Эту поговорку упоминает Петроний Арбитр:

 Memini Safinium: tunc habitabat ad arcum veterem, me puero, piper non homo. Is quacunque ibat, terram adurebat. Sed rectus, sed certus, amicus amico, cum quo audacter posses in tenebris micare. «Помню я Сафиния. Жил он — я ещё мальчишкой был — вот тут, у старых ворот: перец, а не человек, куда бы ни пошёл, земля под ним горела! Но прямой, но надёжный, друзьям друг — с таким можно впотьмах в морру играть» (Перевод под ред. Б. И. Ярхо) — «Сатирикон»